# Metadata
Metadata zijn gegevens die de karakteristieken van bepaalde gegevens beschrijven. Het zijn dus eigenlijk data over data. De metadata bij een bepaald document (de gegevens) kunnen bijvoorbeeld zijn: de auteur, de datum van schrijven, de uitgever, het aantal pagina's en de taal waarin de gegevens zijn opgesteld. Het vastleggen van metadata heet metadateren. Het bewaren bij of koppelen van  metadata aan de data waarop ze betrekking hebben, heeft als voordeel dat de data makkelijker gevonden kunnen worden. Zo kan men in een zoekmachine die gebruik maakt van metadata bijvoorbeeld direct zoeken naar documenten geschreven door een bepaalde auteur. Met full text-zoeken, dus zonder gebruik te maken van metadata, is dit moeilijker, omdat elk document waarin de naam van de auteur voorkomt wordt gevonden. Dit kunnen er veel meer zijn dan de documenten die daadwerkelijk door de persoon geschreven zijn.
Het nadeel van werken met metadata is dat metadata moeten worden toegevoegd aan alle gegevens (documenten). Soms is dit eenvoudig automatisch te doen (zoals het bepalen van het aantal pagina's), maar vaak vereist dit werk dat nog niet goed zonder menselijke interventie uit te voeren is, zoals het extraheren van de naam van de auteur uit een tekstdocument, of het toewijzen van bepaalde trefwoorden.

## Meta-informatie
Wanneer de relatie tussen de metadata en de onderliggende gegevens bekend is, mag eigenlijk niet meer van metagegevens worden gesproken; er is dan sprake van meta-informatie. Meta-informatie bevat alle informatie die ertoe bijdraagt gegevens tot informatie te verheffen. Anders gezegd: omdat meta-informatie gegevens in een bepaalde context zet, is meta-informatie de factor die gegevens tot informatie verheft. 
Onder meta-informatie kan zowel de expliciet beschrijvende als de impliciet aanwezige informatie over structuur, betekenis, onderlinge relaties, locatie, status, eigenaarschap, enz. van gegevens worden verstaan. Ook alle informatie over de applicaties en processen die de gegevens manipuleren, valt onder de noemer meta-informatie.

## Metadata in de praktijk
Een van de taken van bibliothecarissen en archivarissen is het toevoegen van metadata aan documenten. Daarbij wordt gebruik gemaakt van bestaande schema's, waarbij de Dublin Core een bekende standaard is, andere standaarden zijn onder andere MARC-varianten en Encoded Archival Description (EAD).
Metadata van foto's (JPG) zijn over het algemeen in het EXIF-, XMP- of IPTC-formaat in het bestand geïntegreerd. Zo worden met digitale fotocamera's onder meer merk en type camera vermeld, alsook de datum van opname, tijdstip, sluitertijd, diafragma, flitswaarde, enz.
Het semantisch web (bedacht door Tim Berners-Lee) maakt onder andere gebruik van geannoteerde webpagina's, die veel metadata bevatten. Er bestaan verschillende standaarden voor metadata van webpagina's, zoals het Resource Description Framework (RDF) en het Structured Graph Format (SGF). Naast metadata vereist het semantisch web ook gedeelde ontologieën.
Het artikel Metadataformaat geeft een overzicht van bekende formaten voor metadata.
De categorieën in Wikipedia zijn een vorm van metadata.

## Metadata en privacy
Wanneer data iets zegt over het gedrag van iemand is de term gedragsgegevens toepasselijk.